# Le Monde vivant
Pour plus de détails, voir Fiche technique et Distribution.
Le Monde vivant est un film français réalisé par Eugène Green, sorti en 2003. Il relate une intrigue empruntant aux romans de chevalerie, aux contes et aux mythes grecs, mais située dans le monde des années 2000.

## Synopsis
Un ogre, qui vit dans un château, retient deux enfants vivants qu'il compte bien manger un jour. Sa jeune femme est chargée de les garder et de bien les nourrir. Deux chevaliers vont partir combattre l'ogre et tenter de délivrer les enfants. La femme de l'ogre va coopérer afin de se débarrasser par la même occasion de son horrible époux.

## Fiche technique
- Titre : Le Monde vivant
- Réalisation : Eugène Green
- Scénario : Eugène Green
- Production : Les Films du Fleuve
- Producteur délégué: Martine de Clermont-Tonnerre
- Coproduction : Frères Dardenne
- Photographie : Raphael O'Byrne
- Son : Dana Farzanehpour
- Montage : Benoît de Clerck/Xiao Xing Cheng
- Pays de production :  France
- Format : couleurs
- Genre : drame
- Durée : 75 minutes
- Date de sortie : 2003

## Distribution
- Alexis Loret : Le Chevalier au lion
- Adrien Michaux : Nicolas
- Christelle Prot : Pénélope
- Laurène Cheilan : La demoiselle de la chapelle
- Achille Trocellier : Le grand enfant
- Marin Charvet : Le moins grand enfant
- Arnold Pasquier : L'ogre

## Tournage
Pour ce film, Eugène Green avait obtenu l'aide au court métrage du CNC. Le film a donc été réalisé dans les conditions d'un court métrage : il a été tourné très rapidement, en trois semaines et demie, avec une pellicule Super 16.

### Lieux
Le château de l’ogre est composé du château de Montaner et du château de Mauléon.

## Réception critique
Lors de sa diffusion au festival de Cannes en 2003, Olivier Séguret dans Libération est enthousiaste et parle « d'un des films les plus beaux, les plus drôles et les plus provocants » du festival.

## Distinctions
- 2003 : Présenté à la Quinzaine des réalisateurs du Festival de Cannes
- 2003 : Prix de la Critique Internationale, Festival de Londres 2003.
- Prix du Public, Festival de Marseille 2003
- Prix Louis-Delluc du meilleur premier film.
- Nomination au prix Michel Simon du meilleur acteur 2001 pour Adrien Michaux